# Flinssjön
Flinssjön, även Flinesjön, är en sjö i Hedemora kommun i Dalarna och ingår i Dalälvens huvudavrinningsområde. Sjön har en area på 3,86 kvadratkilometer och ligger 83 meter över havet. Sjön avvattnas av vattendraget Flins Bäck (Lerbäcken). Vid provfiske har en stor mängd fiskarter fångats, bland annat abborre, braxen, gers och gädda. Flinnsjön, som räknas till en av Dalarnas mest intressanta fågelsjöar, är ett av besöksmålen på natur- och kulturleden Husbyringen.

## Delavrinningsområde
Flinssjön ingår i det delavrinningsområde (669556-151654) som SMHI kallar för Utloppet av Flinssjön. Medelhöjden är 117 meter över havet och ytan är 19,35 kvadratkilometer. Räknas de 15 avrinningsområdena uppströms in blir den ackumulerade arean 151,23 kvadratkilometer. Flins Bäck (Lerbäcken) som avvattnar avrinningsområdet har biflödesordning 2, vilket innebär att vattnet flödar genom totalt 2 vattendrag innan det når havet efter 158 kilometer. Avrinningsområdet består mestadels av skog (57 procent) och jordbruk (10 procent). Avrinningsområdet har 3,77 kvadratkilometer vattenytor vilket ger det en sjöprocent på 19,5 procent.

## Fisk
Vid provfiske har följande fisk fångats i sjön:
| - Abborre - Braxen - Gärs - Gädda - Gös - Id - Karpfisk obestämd - Löja - Mört - Ruda - Sarv | - Småspigg - Sutare |